# Old Agency
Old Agency és una concentració de població designada pel cens dels Estats Units a l'estat de Montana. Segons el cens del 2000 tenia 95 habitants.

## Demografia
Segons el cens del 2000, Old Agency tenia 95 habitants, 31 habitatges, i 23 famílies. La densitat de població era de 62,2 habitants per km².
Dels 31 habitatges en un 51,6% hi vivien nens de menys de 18 anys, en un 35,5% hi vivien parelles casades, en un 19,4% dones solteres, i en un 25,8% no eren unitats familiars. En el 19,4% dels habitatges hi vivien persones soles el 3,2% de les quals corresponia a persones de 65 anys o més que vivien soles. El nombre mitjà de persones vivint en cada habitatge era de 3,06 i el nombre mitjà de persones que vivien en cada família era de 3,57.
Per edats la població es repartia de la següent manera: un 36,8% tenia menys de 18 anys, un 13,7% entre 18 i 24, un 32,6% entre 25 i 44, un 9,5% de 45 a 60 i un 7,4% 65 anys o més.
L'edat mediana era de 24 anys. Per cada 100 dones de 18 o més anys hi havia 106,9 homes.
La renda mediana per habitatge era de 18.750 $ i la renda mediana per família de 22.917 $. Els homes tenien una renda mediana de 22.250 $ mentre que les dones 11.250 $. La renda per capita de la població era de 7.623 $. Aproximadament el 48,4% de les famílies i el 53,2% de la població estaven per davall del llindar de pobresa.

## Poblacions properes
El següent diagrama mostra les poblacions més properes.